# Martin Fourichon

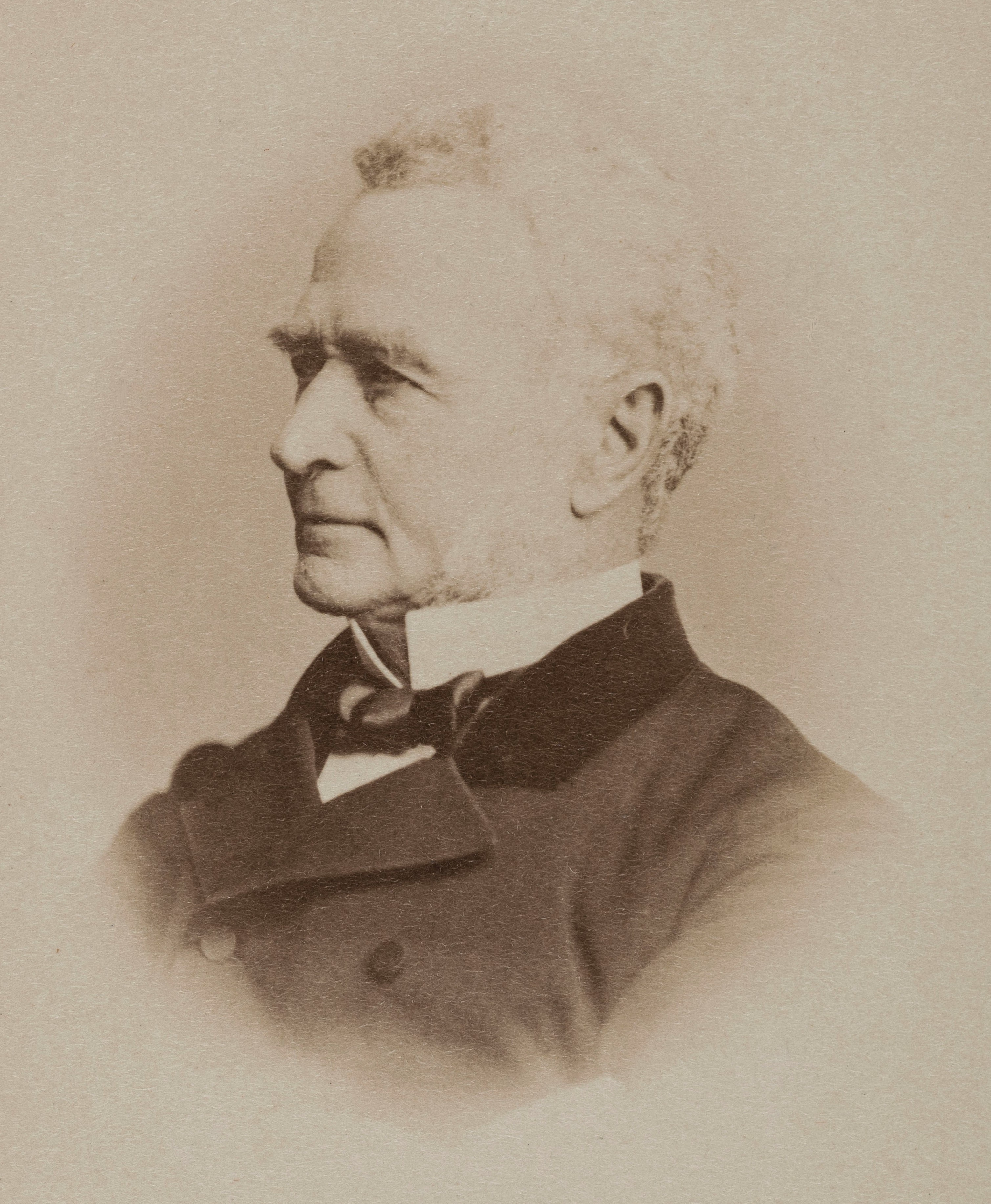
Martin Fourichon

Léon Martin Fourichon (Thiviers, 10 januari 1809 - Parijs, 24 november 1884) was een Frans militair en politicus.
In 1824 nam hij dienst bij de marine. Hij was achtereenvolgens matroos (19 maart 1829), luitenant-ter-zee (16 mei 1833), kapitein op een fregat (1 november 1843), kapitein-ter-zee (22 juli 1848), schout-bij-nacht (26 februari 1853) en viceadmiraal (17 augustus 1859).
Martin Fourichon was van 1853 tot 1854 gouverneur van Frans-Guyana.
Vanaf de afkondiging van de Derde Franse Republiek op 4 september 1870 tot 19 februari 1871 was hij minister van Marine en Koloniën in de Regering van Nationale Verdediging. Hiermee was hij de eerste minister van Marine van de Derde Franse Republiek. Nog voor het begin van het Beleg van Parijs werd hij door de regering als vertegenwoordiger naar Tours gezonden. Nadien was hij lid van de Kamer van Afgevaardigden (Chambre des Députés) voor het departement Dordogne. Van 9 maart tot 12 december 1876 was hij nogmaals minister van Marine en Koloniën.
Aan het einde van zijn leven werd admiraal Fourichon senator voor het leven (sénateur inamovible).
Martin Fourichon overleed op 75-jarige leeftijd.